# Мааслова
Ма́аслова (эст. Maaslova), ранее Маслово и Маслова — деревня в волости Сетомаа уезда Вырумаа, Эстония. Исторически относится к нулку Юле-Пелска.
До административной реформы местных самоуправлений Эстонии 2017 года входила в состав волости Меремяэ (упразднена).

## География и описание
Расположена в 29 километрах к востоку от уездного центра — города Выру — и в 17 километрах к югу от волостного центра — посёлка Вярска. Высота над уровнем моря — 85 метров.
Климат переходный от морского к континентальному. Официальный язык — эстонский. Почтовый индекс — 65374.

## Население
По данным переписи населения 2021 года, в Мааслова насчитывалось 5 жителей, все — эстонцы (сету в перечне национальностей выделены не были).
По данным переписи населения 2011 года, в деревне проживали 3 человека, все — эстонцы (сету в перечне национальностей выделены не были).
Численность населения деревни Мааслова по данным переписей населения:
| Год  | 1959 | 1970 | 2000 | 2011 | 2021 |
| ---- | ---- | ---- | ---- | ---- | ---- |
| Чел. | 28   | ↘ 22 | ↘ 2  | ↗ 3  | ↗ 5  |

## История
В письменных источниках примерно 1585–1587 годов упоминается Маслово (пустошь), 1652 года — Маслово, 1686 года — Маслова, примерно 1920 года — Maslovo, 1928 года — Maslova, 1937 года — Maasluva.
В 1882 году деревня относилась к общине Уланово и к Печорскому приходу, в 1885 году — к Тайловскому приходу (эст. Taeluva kogudus). На северо-западе деревни расположена Виснакова (эст. Visnakova), бывшая пустошь Вишняково (упоминается в 1897 году). 
В 1977–1997 годах Мааслова была частью деревни Хелби.

## Комментарии
1. ↑  Эстонские топонимы, оканчивающиеся на -а, не склоняются и не имеют женского рода (исключение — Нарва)[8].